# Санти-Нерео-эд-Акиллео (титулярная церковь)
Титулярная церковь Санти-Нерео-эд-Акиллео (лат. Titulus Sanctorum Nerei et Achillei) — титулярная церковь была создана Папой Эваристом около 112 года, под названием церковь Фашолы (Счастливой Случайности) и присутствовала на римском синоде от 1 марта 499 года. Приняла на себя своё нынешнее название Святых Нерея и Ахиллея на синоде 595 года. При понтификате Папы Григории I церковь стала диаконией в XII округе Рима, но, в VIII веке, она была восстановлена в статусе титула пресвитера.
Согласно каталогу Петра Маллио, составленного в период понтификата Папы Александра III, титулярная церковь была связана с базилике Святого Павла за городскими стенами и его священниками служившими там, в свою очередь, Мессу.
Титул принадлежит церкви Санти-Нерео-эд-Акиллео, расположенной в районе Рима Челио.

## Список кардиналов-священников титулярной церкви Санти-Нерео-эд-Акиллео
- Феликс Аниций Франджипане (V век);
- Аконций (или Аконтий) (492 или 494 — ?);
- Паолин (494 или позднее — до 499);
- Эпифаний (499 — ?);
- Юст (590 — ?);
- Грациоз (604? — ?);
- Стефан (964 — до 980);
- Лев (985 — ?);
- Амик (или Арник) (1099 — после 1130);
- Пётр (1122 — около 1128);
- Джерардо (или Джирарадо) (1129 — ?);
- Эррико Морикотти (или Энрико), O.Cist. (1150—1179);
- Беренже де Фредоль старший, (1305—1309);
- Беренже де Фредоль младший, (1312—1317);
- Рейно де ла Порт (1320—1321);
  - вакантно (1321—1338);
- Пьер Роже де Бофор-Тюренн (18 декабря 1338 — 7 мая 1342);
  - вакантно (1342—1371);
- Жан де Крос (1371—1376);
- Томмазо да Фриньяно, O.Min. (1378—1381);
- Пьер де Крос, O.S.B. (1383—1388), псевдокардинал антипапы Климент VII;
- Филипп Репингтон, C.R.S.A. (1408—1434);
- Джованни Берарди ди Тальякоццо (1440—1444);
  - Бернар де Ла Планш (Планка) (1440—1446?), псевдокардинал антипапы Феликса V;
  - Жан д’Арс (1449—1454), псевдокардинал антипапы Феликсом V;
  - вакантно (1454—1460);
- Буркхард фон Вайсприах (1460—1462);
  - вакантно (1462—1467);
- Иштван Вардаи (или Варда, или Варада, или Вараш) (1467—1471);
- Джованни Арчимбольдо (1473—1476);
- Джованни Баттиста Меллини (1476—1478);
- Косма Орсини (1480—1481);
- Джованни Конти (1483—1489);
  - вакантно (1489—1492);
- Маффео Герарди (1492);[1]
- Джованни Антонио Санджорджо (1493—1503);
- Хуан де Суньига-и-Пиментель (1503—1504);
- Франческо Алидози (1505—1506);
- Франсиско де Борха (1506—1511);
  - вакантно (1511—1517);
- Бонифачо Ферреро (1517—1533);
- Реджинальд Поул (1537—1540);
- Энрике де Борха-и-Арагон (1540);
- Роберто Пуччи (1542—1544);
- Франческо Сфондрати (1545—1547);
  - вакантно (1547—1556);
- Хуан Мартинес Силисео (1556—1557);
- Жан Бертран (1557—1560);
- Луиджи д’Эсте (1562—1563);
- Габриэле Палеотти (1565);
- Джованни Франческо Морозини (1588—1590);
  - вакантно (1590—1596);
- Чезаре Баронио (1596—1607);
- Инноченцо дель Буфало-Канчелльери (1607—1610);
- Пьер Паоло Крешенци (1611—1629);
- Антонио Сантакроче (1630—1641);
- Маркантонио Брагадин (1642—1646);
- Кристофоро Видман, pro illa vice титулярная диакония (1647—1657); номинально (1657—1658);
- Баччо Альдобрандини (1658—1665);
- Нери Корсини старший (1666—1678);
- Фламинио Тайа (1681—1682);
  - вакантно (1682—1686);
- Джироламо Касанате (1686—1689);
- Леандро Коллоредо, C.O. (1689—1705);
- Алессандро Капрара (1706—1711);
- Бенедетто Эрба-Одескальки (1 апреля 1715 — 29 января 1725);
- Никола Гаэтано Спинола (1725—1735);
  - вакантно (1735—1739);
- Пьер Герен де Тансен (20 июля 1739 — 2 марта 1758);
- Николо Мария Антонелли (19 ноября 1759 — 25 сентября 1767);
- Ладзаро Опицио Паллавичино (20 июня 1768 — 14 декабря 1778);
  - вакантно (1778—1782);
- Франтишек де Паула Хрзан-з-Харасова (13 сентября 1782 — 7 апреля 1788);
- Луиджи Валенти Гонзага (1790—1795);
- Ипполито Антонио Винченти Марери (1795—1807);
  - вакантно (1807—1816);
- Карло Андреа Пелагалло (29 апреля 1816 — 6 сентября 1822);
- Джованни Франческо Фальцакаппа (16 мая 1823 — 17 ноября 1823);
  - вакантно (1823—1829);
- Пьетро Капрано (1829—1834);
- Джакомо Монико (1834—1851);
- Франсуа-Никола-Мадлен Морло (1853—1862);
- Джузеппе Луиджи Тревизанато (1864—1877);
- Игнасиу ду Нашсименту де Мораиш Кардозу (1877—1883);
- Альфонсо Капечелатро ди Кастельпагано, C.O. (1885—1886);
- Гаспар Мермийо (1890—1892);
- Луиджи Галимберти (1893—1896);
- Антонио Альярди (1896—1899);
- Агостино Гаэтано Рибольди (1901—1902);
- Антон Хуберт Фишер (1903—1912);
  - вакантно (1912—1916);
- Пьетро Ла Фонтэн (1916—1921);
- Деннис Джозеф Доэрти (1921—1951);
- Чельсо Бениньо Луиджи Костантини (1953—1958);
- Уильям Годфри (1958—1963);
- Фома Вениамин Курэй, O.M.I. (1965—1988);
- Бернардино Эчеверрия Руис, O.F.M. (1994—2000);
- Теодор Эдгар Маккэррик — (21 февраля 2001 — 28 июля 2018, в отставке);
- Селестино Аос Брако — (28 ноября 2020 — по настоящее время).